# بخش مرکزی شهرستان کوهسرخ
بخش مرکزی شهرستان کوهسرخ یکی از بخش‌های شهرستان کوهسرخ در استان خراسان رضوی است که در تاریخ ۱۳ آذر ۱۳۹۸ توسط هیئت دولت ایجاد گردیده است. این بخش نوبنیاد در سرشماری سال ۱۳۹۵، ۱۷٬۰۴۴ نفر جمعیت داشته است.

## تقسیمات کشوری

### دهستان‌ها

#### دهستان برکوه

##### روستاها
- ایور
- کوشه‌نما
- موشک
- نامق
- تنورچه

#### دهستان کوه سفید

##### روستاها
- اکبرآباد
- علی‌آباد
- بختیار
- چلپو
- کوشه
- مکی
- تولا

### مرکزیت
- ریوش